# Hambourg Sea Devils (ELF)
Cet article concerne la nouvelle équipe de football américain évoluant en ELF. Pour l'ancienne équipe de la NFL Europe, voir Hambourg Sea Devils.
Stade
Maillots
Saison en cours
Les Hambourg Sea Devils (Hamburg Sea Devils) est une franchise allemande de football américain basée à Hambourg, en Allemagne.
Créée en 2021, cette franchise joue depuis lors en European League of Football. Elle a été finaliste des deux premières saisons perdant respectivement contre les Francfort Galaxy en 2021 et contre les Vikings de Vienne en 2022.

## Histoire
Une franchise est annoncée à Hambourg en novembre 2020 pour participer à la saison inaugurale de l'European League of Football. En mars 2021, l'ELF annonce avoir signé un accord avec la NFL l'autorisant à utiliser les noms d'équipes de la défunte NFL Europa. Le même jour il est annoncé que l'équipe de Hambourg sera dénommée Hamburg Sea Devils; Leur premier entraineur principal est Ted Daisher (en), ancien entraîneur d'équipes spéciales dans la NFL. Cependant, après les deux premiers matchs de la saison 2021, il est remercié à la suite de divergences concernant les attentes et la philosophie de la franchise. Il est remplacé jusqu'en fin de saison par le coordinateur offensif Andreas Nommensen. Charles "Yogi" Jones (en) devient en 2022 l'entraîneur principal de la franchise.

## Stade
L'équipe évolue lors de ses matchs à domicile au Stade Hoheluft d'une capacité de 11 000 places.

## Saison par saison
| Saison | Saison régulière | Saison régulière | Saison régulière | Saison régulière | Saison régulière | Saison régulière | Saison régulière | Saison régulière | Phase finale              | Classement                                                                                                |
| ------ | ---------------- | ---------------- | ---------------- | ---------------- | ---------------- | ---------------- | ---------------- | ---------------- | ------------------------- | --- |
| Saison | Nb               | V                | D                | N                | %                | +                | -                | ≠                | Phase finale              | Classement                                                                                                |
| 2021   | 10               | 07               | 03               | 0                | 70,0             | 274              | 178              | +096             | 1er de la division Nord   | Victoire 30-37 en ½ finale contre les Wrocław Panthers Défaite 30-32 en finale contre le Francfort Galaxy |
| 2022   | 12               | 11               | 01               | 0                | 91,6             | 424              | 160              | +264             | 1er de la conférence Nord | Victoire 19-17 en ½ finale contre les Tirol Raiders Défaite 27-15 en finale contre les Vikings de Vienne  |
| 2023   | 12               | 04               | 08               | 0                | 33,3             | 247              | 278              | -031             | 4e de la conférence Ouest | Non qualifié                                                                                              |
| 2024   | 12               | 02               | 10               | 0                | 16,7             | 226              | 473              | -247             | 6e de la conférence Ouest | Non qualifié                                                                                              |
| 2025   | Saison en cours  | Saison en cours  | Saison en cours  | Saison en cours  | Saison en cours  | Saison en cours  | Saison en cours  | Saison en cours  | Saison en cours           | Saison en cours                                                                                           |
| Totaux | 36               | 24               | 22               | 0                | 52,9             | 1 171            | 1 089            | -576             | -                         | 2 participations, 0 titre                                                                                 |